# Vanhouttea
Vanhouttea je rod polugrmova iz porodice gesnerijevki rasprostranjen po jugoistočnom Brazilu, Pripada mu 10 vrsta 
Dio je podtribusa Ligeriinae.

## Etimologija
Rod je nazvan u čast Louisa Benoita van Houttea (1810.-1876.), priznatog belgijskog holtikulturista i urednika časopisa “Flore des Serres et des Jardins de l'Europe”.

## Opis roda
Vrste ovog roda su kopneni grmovi ili polugrmovi, s vlaknastim korijenjem (bez gomolja i rizoma). Lišće suprotno. Vjenčić cjevast, cilindričan, crven. Nektarij od 5 pojedinačnih žlijezda (ponekad spojenih pri dnu uskim prstenom). Ovarij poludonji. Plod kapsula. Broj kromosoma nepoznat.
Vanhouttea kao i Paliavana smatraju se siningijama bez bez gomolja i rizoma od kojih se razlikuju po načinu oprašivanja. Kod Paliavana to rade pčele i šišmiši, a kod Vanhouttea oprašivanja vrše ptice. Privlačenje kolibrića rezultira sličnostima u cvjetovima koje nisu u potpunosti posljedica genetske povezanosti. Vjenčići su uski, cjevasti i uglavnom crveni. Neke vrste imaju raširene režnjeve vjenčića, druge nemaju.

## Vrste
1. Vanhouttea bradeana Hoehne
2. Vanhouttea brueggeri Chautems
3. Vanhouttea calcarata Lem.
4. Vanhouttea fruticulosa (Glaz. ex Hoehne) Chautems
5. Vanhouttea gardneri (Hook.) Fritsch
6. Vanhouttea hilariana Chautems
7. Vanhouttea lanata Fritsch
8. Vanhouttea leonii Chautems
9. Vanhouttea mollis Fritsch
10. Vanhouttea pendula Chautems